# Coccopigya viminensis
Coccopigya viminensis is een slakkensoort uit de familie van de Cocculinidae. De wetenschappelijke naam van de soort is voor het eerst geldig gepubliceerd in 1990 door Rocchini.